# 輔仁路
輔仁路（Furen Rd.）為高雄市苓雅區的南北向道路，起端為三多一路，末端為福德一路。

## 行經行政區域
- 苓雅區

## 沿線設施
（由南至北）
- 金馬新村停車場
- 行政院南部聯合服務中心
- 高雄市立四維羽球場
- 輔仁停車場
- 華南銀行東苓分行
- 摩斯漢堡高雄中正店
- 武廟市場
- 高雄市苓雅區中正國小
  - 高雄市日僑學校
- 7-ELEVEN正心門市
- 全家便利商店高雄輔仁店
- 7-ELEVEN大輔門市

## 公共自行車
- 高雄市公共自行車租賃系統：
  - 苓雅中正國小：輔仁路100號(校門右側人行道)

## 相關連結
- 高雄市主要道路列表